# Челябинска област
Челябинска област (на рус. Челябинская область) е субект на Руската федерация, влизаща в състава на Уралския федерален окръг. Площ 88 529 km2 (36-о място по големина в Руската Федерация, 0,52% от нейната площ). Население на 1 януари 2018 г. 3 493 036 души (10-о място в Руската Федерация, 2,38% от нейното население). Административен център град Челябинск. Разстояние от Москва до Челябинск 1919 km.

## Историческа справка
Първите руски селища на територията на днешната територия на Челябинска област възникват през ХVІІІ в. През 1734 г. е изградена Верхнеяицката погранична крепост, а селището до нея по-късно е преименувано на Верхнеуралск, което през 1781 г. е утвърдено за град Верхнеуралск. През 1736 г. на мястото на башкирското село Челяби е изградена погранична крепост, която се разраства в голямо селище и е признато за град Челябинск през 1787 г. През 1743 г. е основана Троицката погранична крепост, а възникналия край нея населен пункт е преобразуван в град Троицк през 1784 г. През 1754 г. е основано селището Косатур в близост до желязо- и медодобивните фабрики, което по-късно е преименувано на Златоустовски (от 1865 г. град Златоуст). Всички останали 26 града в областта са признати за такива през ХХ в. Челябинска област е образувана на 17 януари 1934 г. след разделянето на бившата Уралска област на три части: Челябинска, Свердловска и Об-Иртишка област.

## Географска характеристика

### Географско положение, граници, големина
Челябинска област се намира в западната част на Азиатска Русия, а част от нейните територии на запад – в Европейската част на Русия. На юг граничи с Оренбургска област, на запад – с Република Башкортостан, на север – със Свердловска област, на изток – с Курганска област и на юг – с Казахстан. В тези си граници заема площ от 88 529 km2 (36-о място по големина в Руската Федерация, 0,52% от нейната площ).

### Релеф
Областта е разположена основно по източните склонове на планината Южен Урал и територията на изток от нея – Зауралския пенеплен. На северозапад на нейна територия попадат част от планинските хребети на Южен Урал с максимална височина връх Нургуш 1406 m. По характера на релефа територията на областта може да се раздели на 2 части: западна с верижно-хълмист релеф (средна височина 300 – 500 m) и източна равнинна част с многочислени понижения, полегати гърбици (с височина до 20 m) и междугърбични понижения. Централната част е хълмиста с височина до 100 – 200 m).

### Климат
Климатът е континентален. Зимата е студена и продължителна със средна януарска температура от -15 °C на северозапад, до -17 °C на югоизток. Лятото е топло, на югоизток горещо. Средна юлска температура от 16 °C на северозапад до 18 °C на югоизток. Годишната сума на валежите варира от 600 mm в планинските части до 350 mm в равнинните, с максимум през лятото. Продължителността на вегетационния период (минимална денонощна температура 5 °C) е от 130 денонощия на северозапад до 150 денонощия на югоизток.

### Води
По територията на Челябинска област протичат 3602 реки (с дължина над 1 km) с обща дължина ок 17 900 km и те принадлежат към три водосборни басейна: на река Об (62,2%), на река Волга (19,3%) и на река Урал (18,5%). Към водосборния басейн на река Об принадлежат реките Уй и Аят (леви притоци на Тобол) и Миас (десен приток на Исет, ляв приток на Тобол). Към водосборния басейн на река Волга принадлежат реките Чусовая (ляв приток на Кама), Уфа и Сим (десни притоци на Белая, ляв приток на Кама) и Ай (ляв приток на Уфа. През югозападната част на областта протича част от горното течение на река Урал на протежение от около 270 km. Речната мрежа е неравномерно разпределена по територията на Челябинска област, като през нея протичат предимно горните течения на реките, където те са все още маловодни. Над половината от реките (55,1%) протичат през западната планинска част на областта и принадлежат основно към Волжкия водосборен басейн. Те са предимно планински реки с бързо течение, каменисто дъно и текат в тесни долини със стръмни склонове. На изток, реките принадлежащи към Обския водосборен басейн водят началото си от източните склонове на Южен Урал и в горните си течения са типични планински реки, а в долните стават спокойни равнинни реки. В уралския водосборен басейн десните притоци на река Урал са с планински характер, а левите – с равнинен характер. Подхранването на реките е смесено с преобладаване на снежното, а за планинските реки – снежно и дъждовно. Речният им режим се характеризира с ясно изразено високо пролетно пълноводие, започващо през първата декада на април и продължително маловодие през останалата част от годината. В планинските райони пълноводието преминава през два пика: първия – през втората декада на април, втория – в първата декада на май, и лятно-есенно маловодие, нарушавано от епизодични прииждания в резултат на поройни дъждове. В Зауралието маловодието е дълго и устойчиво и много от по-малките реки пресъхват. Реките в Челябинска област замръзват основно в началото на ноември, а се размразяват през април.
В Челябинска област има над 3,2 хил. езера и изкуствени водоеми с обща площ около 2,6 хил. km2, като над половината от тях около 1,7 хил. са с площ по-голяма от 10 дка. Основният вид езера в областта са тектонските и крайречните (старици), но се срещат и суфозионни, карстови и други. Езерата с тектонски произход са разположени в предпланините на Южен Урал (по-дълбоки), а също и в лесостепната зона на Зауралието (ерозионно-тектонски, по-плитки). Крайречните езера са разпространени предимно по заливните тераси на големите реки. Най-големите езера в Челябинска област са Уелги, Увилди, Иртяш, Тургояк, Болшие Касли, Чебаркул и др. Най-големите изкуствени водоеми са Долгобродското и Нязепетровското водохранилища на река Уфа, Аргизинското и Шершньовското водохранилища на река Миас и Верхнеуралското водохранилище на река Урал. Блатата и заблатените земи заемат 1927 km2, 2,18% от територията на областта.

### Почви, растителност, животински свят
В областта преобладават обикновените и излужените черноземни почви, но се срещат и сиви горски, планинско-горски сиви и ливадно-черноземни почви. Около 1/4 от територията ѝ е заета от гори, като запасите от дървесина се изчисляват на около 185 млн.m3. На север растителността е представена от осико-брезови и борови гори, централните части са заети от лесостепи, а на юг – от тревно-злакови степи. В планините има смърчово-елови гори с примес от бор, лиственица, липа и дъб. Животинския свет се състои предимно от горски и степни форми – лос, лисица, вълк, заек, белка и други и множество горски и водолюбиви птици.

## Население
На 1 януари 2018 г. населението на Челябинска област наброява 3 493 036 души (10-о място в Руската Федерация, 2,38% от нейното население). Плътност 39,46 души/km2. Градско население 82,7%. При преброяването на населението на Руската федерация етническият състав на областта е бил следния: руснаци 2 829 899 (83,8%), татари 180 913 (5,36%), башкири 162 513 (4,81%), украинци 50 081 (1,48%), казахи 35 297 (1,05%), немци 18 687 (0,66%), беларуси 13 035 (0,39%), мордовци 12 147 (0,36%).

## Административно-териториално деление
В административно-териториално отношение Челябинска област се дели на 16 областни градски окръга, 27 муниципални района, 30 града, в т.ч. 15 града с областно подчинение и 15 града с районно подчинение и 13 селища от градски тип.
| Административна единица | Площ (km2) | Население (2018 г.) | Административен център | Население (2018 г.) | Разстояние до Челябинск (в km) | Други градове и сгт с районно подчинение |
| ----------------------- | ---------- | ------------------- | ---------------------- | ------------------- | ------------------------------ | ---------------------------------------- |
| Областни градски окръзи |            |                     |                        |                     |                                |                                          |
| І. Верхни Уфалей        |            | 31 769              | гр. Верхни Уфалей      | 27 879              | 142                            |                                          |
| ІІ. Златоуст            |            | 170 127             | гр. Златоуст           | 167 978             | 160                            |                                          |
| ІІІ. Карабаш            |            | 11 385              | гр. Карабаш            | 11 178              | 96                             |                                          |
| ІV. Копейск             |            | 149 735             | гр. Копейск            | 147 573             | 20                             |                                          |
| V. Кищим                |            | 40 150              | гр. Кищим              | 37 480              | 90                             |                                          |
| VІ. Магнитогорск        | 392        | 418 241             | гр. Магнитогорск       | 418 241             | 460                            |                                          |
| VІІ. Миас               |            | 167 481             | гр. Миас               | 151 856             | 96                             |                                          |
| VІІІ. Озьорск           |            | 89 731              | гр. Озьорск            | 79 265              | 108                            |                                          |
| ІХ.Снежинск             |            | 51 113              | гр. Снежинск           | 50 759              | 127                            |                                          |
| Х.Трьохгорни            | 162        | 32 555              | гр. Трьохгорни         | 32 555              | 300                            |                                          |
| ХІ. Троицк              | 129        | 75 231              | гр. Троицк             | 75 231              | 121                            |                                          |
| ХІІ. Уст Катав          |            | 25 583              | гр. Уст Катав          | 22 536              | 300                            |                                          |
| ХІІІ. Чебаркул          | 71         | 39 614              | гр. Чебаркул           | 39 914              | 78                             |                                          |
| ХІV. Челябинск          | 530        | 1 198 858           | гр. Челябинск          | 1 198 858           |                                |                                          |
| ХV. Южноуралск          | 111        | 37 952              | гр. Южноуралск         | 37 801              | 88                             |                                          |
| ХVІ. Локомотивни        | 10         | 8518                | сгт Локомотивни        | 8518                | 265                            |                                          |
| Муниципални райони      |            |                     |                        |                     |                                |                                          |
| 1. Агаповски            | 2604       | 33 319              | с. Агаповка            | 6561                | 436                            |                                          |
| 2. Аргаяшки             | 2683       | 41 150              | с. Аргаяш              | 10 293              | 56                             |                                          |
| 3. Ашински              | 2792       | 59 828              | гр. Аша                | 29 946              | 377                            | гр. Миняр, гр. Сим, Кропачово            |
| 4. Бредински            | 5068       | 25 670              | пос. Бреди             | 9468                | 338                            |                                          |
| 5. Варненски            | 3853       | 25 285              | с. Варна               | 9869                | 217                            |                                          |
| 6. Верхнеуралски        | 3465       | 34 533              | гр. Верхнеуралск       | 9312                | 460                            | Межозьорни                               |
| 7. Еманжелински         | 113        | 50 360              | гр. Еманжелинск        | 29 077              | 51                             | Зауралски, Красногорски                  |
| 8. Еткулски             | 2525       | 30 554              | с. Еткул               | 6740                | 45                             |                                          |
| 9. Карталински          | 4726       | 46 940              | гр. Картали            | 28 577              | 260                            |                                          |
| 10. Каслински           | 2787       | 32 472              | гр. Касли              | 16 263              | 138                            | Вишневогорск                             |
| 11. Катав Ивановски     | 3415       | 30 282              | гр. Катав Ивановск     | 16 088              | 321                            | гр. Юрюзан                               |
| 12. Кизилски            | 4413       | 22 908              | с. Кизилское           | 6651                | 528                            |                                          |
| 13. Коркински           | 103        | 60 059              | гр. Коркино            | 34 967              | 42                             | Первомайски, Роза                        |
| 14. Красноармейски      | 3842       | 42 494              | с. Миаское             | 9755                | 37                             |                                          |
| 15. Кунашакски          | 3142       | 29 507              | с. Кунашак             | 6296                | 74                             |                                          |
| 16. Кусински            | 1513       | 27 228              | гр. Куса               | 17 368              | 244                            | Магнитка                                 |
| 17. Нагайбакски         | 3019       | 18 784              | с. Фершампенуаз        | 4368                | 400                            | Южни                                     |
| 18. Нязепетровски       | 3459       | 16 680              | гр. Нязепетровск       | 11 752              | 339                            |                                          |
| 19. Октябърски          | 4356       | 19 788              | с. Октябърское         | 6780                | 221                            |                                          |
| 20. Пластовски          | 1752       | 25 830              | гр. Пласт              | 17 648              | 127                            |                                          |
| 21. Саткински           | 2397       | 80 912              | гр. Сатка              | 42 214              | 236                            | гр. Бакал, Бердяуш, Межевой, Сулея       |
| 22. Сосновски           | 2071       | 70 148              | с. Долгодеревенское    | 7700                | 24                             |                                          |
| 23. Троицки             | 3959       | 25 736              | гр. Троицк             |                     | 121                            |                                          |
| 24. Увелски             | 2330       | 31 733              | пос. Увелски           | 10 500              | 82                             |                                          |
| 25. Уйски               | 2637       | 23 427              | с. Уйское              | 7352                | 186                            |                                          |
| 26. Чебаркулски         | 2879       | 29 753              | гр. Чебаркул           |                     | 78                             |                                          |
| 27. Чесменски           | 2663       | 18 800              | с. Чесма               | 6334                | 219                            |                                          |

## Селско стопанство
Отглеждат пшеница; бобови, фуражни и технически култури, отглеждат картофи и зеленчуци. В района има животновъдство: отглеждат се говеда, свине, овце, кози и птици.
| хиляди хектара | 3086 | 2694,3 | 2431,8 | 1994,7 | 1844,0 | 2074,4 | 1834,9 |

|  | Тази страница частично или изцяло представлява превод на страницата „Административно-территориальное деление челябинской области“ в Уикипедия на руски. Оригиналният текст, както и този превод, са защитени от Лиценза „Криейтив Комънс – Признание – Споделяне на споделеното“, а за съдържание, създадено преди юни 2009 година – от Лиценза за свободна документация на ГНУ. Прегледайте историята на редакциите на оригиналната страница, както и на преводната страница, за да видите списъка на съавторите. ВАЖНО: Този шаблон се отнася единствено до авторските права върху съдържанието на статията. Добавянето му не отменя изискването да се посочват конкретни източници на твърденията, които да бъдат благонадеждни. |